# Hussein Kamel al-Majid
Hussein Kamel Hassan al-Majid (en arabe : حسين كامل حسن المجيد), né le 18 juin 1954 à Tel Al Thahab et mort le 23 février 1996 à Bagdad, est un homme politique et militaire irakien.

## Biographie
Hussein Kamel Hassan al-Majid est né le 18 juin 1954 à Tel Al Thahab, une ville située aujourd'hui dans le district de Balad, dans la province de Salah ad-Din. Il gravit les échelons de l'armée et devient commandant de la Garde républicaine irakienne, l'élite des forces militaires irakiennes, en 1982. Il est ensuite nommé ministre des Industries militaires le 4 février 1987 et, à ce titre, dirige la Commission d'industrialisation militaire et supervise les programmes de développement d'armes de l'Irak. Il conserve ce poste jusqu'au 20 décembre 1995.

Hussein Kamel épouse dans le milieu des années 1980 Raghad Hussein, la fille aînée du président de la République d'Irak Saddam Hussein, tandis que son frère cadet Saddam Kamel épouse Rana Hussein, la sœur cadette de Raghad. Le 7 août 1995, les deux frères, accompagnés de leurs épouses et de leurs enfants, font défection et s'enfuient en Jordanie. Dans une interview accordée le 21 septembre suivant à CNN International, il explique les raisons de sa rupture avec le régime de son beau-père et de sa fuite d'Irak : 

« C'est ce qui m'a fait quitter le pays, le fait que Saddam Hussein s'entoure de ministres et de conseillers inefficaces qui ne sont pas choisis pour leur compétence mais selon les caprices du président irakien. Et en conséquence, l'ensemble de l'Irak en souffre. »

Le roi Hussein de Jordanie accorde l'asile politique aux frères Kamel, qui acceptent de coopérer avec l'UNSCOM et son directeur Rolf Ekéus, ainsi qu'avec la CIA et le MI6. Toutefois, Hussein Kamel ne transmet que des renseignements limités sur les programmes d'armement secrets irakiens, même s'il confirme que les inspecteurs de l'ONU en Irak ont pu constater peu avant sa défection que l'Irak avait mené un programme de guerre biologique avant la guerre du Golfe, mais avait détruit tout son stock d'armes chimiques et biologiques et interdit les missiles.
Ayant obtenu une promesse de pardon de la part du Conseil de commandement de la révolution, les frères Kamel et leurs épouses rentrent en Irak le 20 février 1996. Mais dès leur retour, ils sont contraints de divorcer de leurs épouses et proclamés traîtres. Trois jours plus tard, ils sont tués par les forces de sécurité de Saddam Hussein au cours d'un échange de tirs de 13 heures dans une maison sécurisée. Selon une autre version, ils sont tués par des membres de la tribu al-Majid, qui auraient ainsi voulu couper « la branche traîtresse de la famille ».

## Conséquences
Dans un rapport du 25 janvier 1999 au Conseil de sécurité des Nations unies, l'UNSCOM déclare que l'histoire des inspections d'armement irakiennes « doit être divisée en deux parties, séparées par les événements qui ont suivi le départ d'Irak, en août 1995, du lieutenant général Hussein Kamel ». Ce dernier avait soutenu dans son interview à CNN en 1995 que l'Irak avait détruit ses armes de destruction massive et ses programmes connexes après la fin de la guerre du Golfe en 1991 : « J'ai ordonné la destruction de toutes les armes chimiques. Toutes les armes – biologiques, chimiques, missiles, nucléaires – ont été détruites ».
Selon un rapport de Newsweek du 3 mars 2003, les révélations d'Hussein Kamel ont été « étouffées » parce que les inspecteurs « espéraient bluffer Saddam [Hussein] en le forçant à faire d'autres révélations ». Sa version des faits semble avoir été confirmée au lendemain de l'invasion de l'Irak en 2003. Durant la période précédant cette invasion, des personnalités de l'administration Bush – dont George W. Bush, Dick Cheney, Donald Rumsfeld et Colin Powell – ont cité à plusieurs reprises le témoignage d'Hussein Kamel al-Majid comme preuve que l'Irak possédait des armes de destruction massive.

### Filmographie
Dans le feuilleton télévisé de la BBC House of Saddam, consacré à l'ascension et la chute de Saddam Hussein, le rôle d'Hussein Kamel al-Majid est tenu par l'acteur égyptien Amr Waked.